# ريكاردو بيبي
ريكاردو بيبي (بالإنجليزية: Ricardo Pepi)‏ هو لاعب كرة قدم أمريكي في مركز الهجوم، ولد في 9 يناير 2003 في إل باسو في الولايات المتحدة. لعب مع نادي دالاس.

## وصلات خارجية
- ريكاردو بيبي على موقع الاتحاد الأوربي (الإنجليزية)
- ريكاردو بيبي على موقع الدوري الأمريكي (الإنجليزية)
- ريكاردو بيبي على موقع قاعدة بيانات كرة القدم.إي يو (الإنجليزية)
- ريكاردو بيبي على موقع ناشيونال فوتبول تيمز (الإنجليزية)
- ريكاردو بيبي على موقع Soccerway.com (الإنجليزية)
- ريكاردو بيبي على موقع عالم كرة القدم.نت (الإنجليزية)